# Ragnarok Online 2: The Gate of the World
Ragnarok Online 2: The Gate of the World (кор. 라그나로크 온라인 2: The Gate Of The World; альтернативное подназвание Epic of the Light) — MMORPG от Gravity — сиквел популярной игры Ragnarok Online. Игровой мир создан на основе германо-скандинавских мифов. Разработка игры была начата в 2004 году и с 2006 года находилась в бета-тестировании в Корее. Однако, из-за негативных отзывов игроков и прессы, в декабре 2009 года было принято решение начать разработку сиквела заново. В июле 2010 года было объявлено о закрытии The Gate of the World и изменении названия игры на Ragnarok Online 2: Legend of the Second.

## Разработка

### Анонс
Игра была анонсирована на KAMEX (Korea Amuse World Expo) в ноябре 2004 года. На выставке был показан первый трейлер из игры, в котором два персонажа-новичка (англ. Novice) бежали по улицам трёхмерного города.
В сентябре 2005 года Gravity начала масштабную рекламную кампанию и привезла игру на юбилейную выставку Tokyo Game Show. Все посетители выставки могли самостоятельно поиграть в альфа-версию игры, а для всех остальных Gravity выпустила множество геймплейных видеороликов.

### Бета-тестирование
В декабре 2006 года Gravity объявила о начале первого закрытого беста-тестирования. Из 190 тысяч заявок лишь 2000 человек были отобраны для участия в трехдневном тестировании (с 27 по 29 декабря). Однако, из технических проблем и настройки серверов, общее время тестов составило всего около 10 часов. По словам разработчиков, основная цель первого бета-теста — посмотреть реакцию игроков на дизайн персонажей и общий дизайн игры в целом.
К каждому следующему этапу тестирования Gravity увеличивала количество игроков и на третий бета-тест (с 26 апреля по 5 мая 2007 года) было приглашено уже более 100 тысяч участников. И для того, чтобы сбалансировать нагрузку на инфраструктуру был открыт второй бета-сервер.
Заключительный этап тестирования (корейский ОБТ) начался 28 мая 2007 года и должен был продлиться до окончательного релиза игры. Игра была доступна для всех жителей Кореи с KSSN. Спрос был настолько велик, что Gravity пришлось открыть несколько новых серверов, в том числе несколько с пометкой «18+» для тестирования PvP контента. Цель этого ОБТ состояла в тестировании игрового баланса и общей механики игры. Игровой контент не изменился с предыдущих тестов, поэтому ожидалось, что через некоторое время будет установлен масштабный патч с новыми возможностями.
К 2008 году количество игроков значительно сократилось — многие локации были абсолютно пусты, а все сервера, кроме двух наиболее населённых, закрыты.

### Закрытие проекта
Изменения в руководстве Gravity, а также неудовлетворительные отзывы об игре в Корейской прессе значительно замедлили разработку. Отвечая на вопросы журналистов на пресс-конференции, менеджер Gravity Yunghun Lee сказал: «Та версия Ragnarok Online 2, что была выпущена в 2007 году — это не то, что нужно рынку. Мы полностью переделаем многие геймплейные аспекты, но это займёт время. Мы много раз меняли движок и всё что с ним связано, так что сейчас это полностью новая игра.»
После нескольких переносов даты выпуска было объявлено, что игра выйдет в четвёртом квартале 2010 года. Gravity планировала изначально запустить игру в Корее, а затем во всех остальных странах, где у Gravity есть лицензии и соглашения на дистрибуцию.
В июле 2010 году разработчики сообщили, что после трёх лет бета-тестирования Ragnarok Online 2 игра будет переделана с нуля в качестве настоящего сиквела Ragnarok Online. Новая версия получила название Ragnarok Online 2: Legend of the Second, а серверы The Gate of the World были закрыты 2 августа 2010 года. В качестве компенсации, все бета-тестеры получили доступ к тестированию Legend of the Second, начало которого было запланировано на 31 августа. В марте 2012 года игра была выпущена в Корее, а в 2013 — во всём остальном мире.
Многим непредвзятым пользователям, однако, понравился дизайн и система The Gate of the World, вследствие чего образовались сообщества игроков, разрабатывающие эмуляторы официальных серверов. В эмуляторы даже внедрялись некоторые возможности, запланированные, но отсутствующие на официальных серверах (в частности, третьи профессии), а многие названия были переведены на английский. Однако, после выхода Legend of the Second активность разработчиков постепенно снизилась и все проекты были закрыты.

### Движок
В Ragnarok Online 2 использовался движок Unreal II от Epic Games, затем был осуществлен переход на Gamebryo. Новый движок сделал мир Ragnarok Online 2 полностью трёхмерным, тогда как в первой части мир Ragnarok Online представлял собой трёхмерное окружение со спрайтовыми (двухмерными) персонажами и вещами.

### Саундтрек
Большинство (более 90 песен) треков к игре были написаны Ёко Канно, известной по саундтреку к таким аниме как Wolf’s Rain, Cowboy Bebop и другим.

## Отличия отпервой части[11][12]
- В Ragnarok Online 2 добавили возможность управлять персонажем не только мышью, но и с помощью клавиатуры (WASD). Вместе с этим, разработчики разрешили переназначать клавиши по собственному усмотрению игрока. С оглядкой на другие MMORPG, введены такие возможности, как прыжки и плавание.
- Появилась возможность выбрать одну из рас для героя: Норман, Эллр и Димаго. Каждая из них обладает собственной системой развития персонажа.
- Лут теперь не падает на землю, а остаётся в останках монстров. Также внесены изменения в систему получения опыта — игроки в группе будут получать намного больше опыта, чем одиночки. Этот бонус призван стимулировать игроков к кооперации.
- Привычные по первой части Ragnarok Online смайлики, были убраны. Теперь эмоции выражаются с помощью мимики и анимации. Взамен, количество этих эмоций было значительно увеличено.
- Также из игры были удалены NPC, которые в первой части давали задания. Чтобы взять квест игрок теперь должен подойти к любой доске объявлений в городе и выбрать подходящее задание из списка.
- Новая системы смены профессии позволяет игроку изменить класс персонажа без необходимости повторной прокачки нового героя. Базовый уровень, при этом, сохраняется, а уровень профессии сбрасывается до 1. Выученные умения предыдущего класса также сохраняются и будут восстановлены, если игрок решит вернуться к предыдущей профессии.
- Система распределения характеристик была значительно упрощена. Игрок теперь может распределять лишь один параметр персонажа. Все остальные повышаются автоматически.
- Появилась возможность изучения некоторых умений других классов. Количество ячеек для таких умений ограничено, а повысить уровень этих скиллов можно только сменив класс на соответствующий этому умению.
- Оружие персонажа теперь может накапливать опыт, повышая характеристики при увеличении своего уровня. Более того, при смене класса оружие автоматически меняет свой вид, например, с магического жезла на одноручный меч.